# Vall de la Bekaa
La vall de la Bekaa, Baka o Beka (àrab: وادي البقاع, wādī al-Biqāʿ) és una plana o vall allargada al Líban, d'una altura mitjana de 1.000 metres que s'estén entre les cadenes muntanyoses del Líban i l'Antilíban. Fou el territori que els grecs van anomenar inicialment Koilè Syria (Síria Buida, Celesíria), que després es va donar al Líban i Palestina. Està regada parcialment per l'Orontes i pel Litani. El clima converteix el territori en una estepa semiàrida, però on hi ha força fonts i oasis, i fins i tot alguna depressió pantanosa. La seva població és musulmana i de majoria xiïta, especialment al nord; hi ha algunes ciutats cristianes com Zahle, i els drusos viuen al sud de la regió.
Ja fou un graner durant el domini romà. Sota els àrabs, fou un dels districtes més rics del djund de Damasc i després de tota la província. Els omeies van tenir una residència a Ayn al-Djarr; la capital sota els mamelucs era Karak Nuh, i la vila principal moderna és Zahlé. La ciutat més important històricament és Baalbek, que va perdre la seva importància sota els mamelucs; sota els otomans, Baalbek fou una nihaya o subprovíncia, i la Bekaa en conjunt estava formada per dues províncies (wilaya): Bika al-Balabakki i Bika al-Azizi.
Modernament, la Bekaa forma la governació de la Bekaa al Líban, país al qual aporta el 40% de les terres de cultiu, i la seva capital és Zahlé, ciutat de majoria cristiana. Anjar, a la part oriental de la plana, és de majoria armènia. Ciutat cristiana és també l'antiga capital libanesa, Dayr al-Ahmar.